# Bodo Kirchhoff

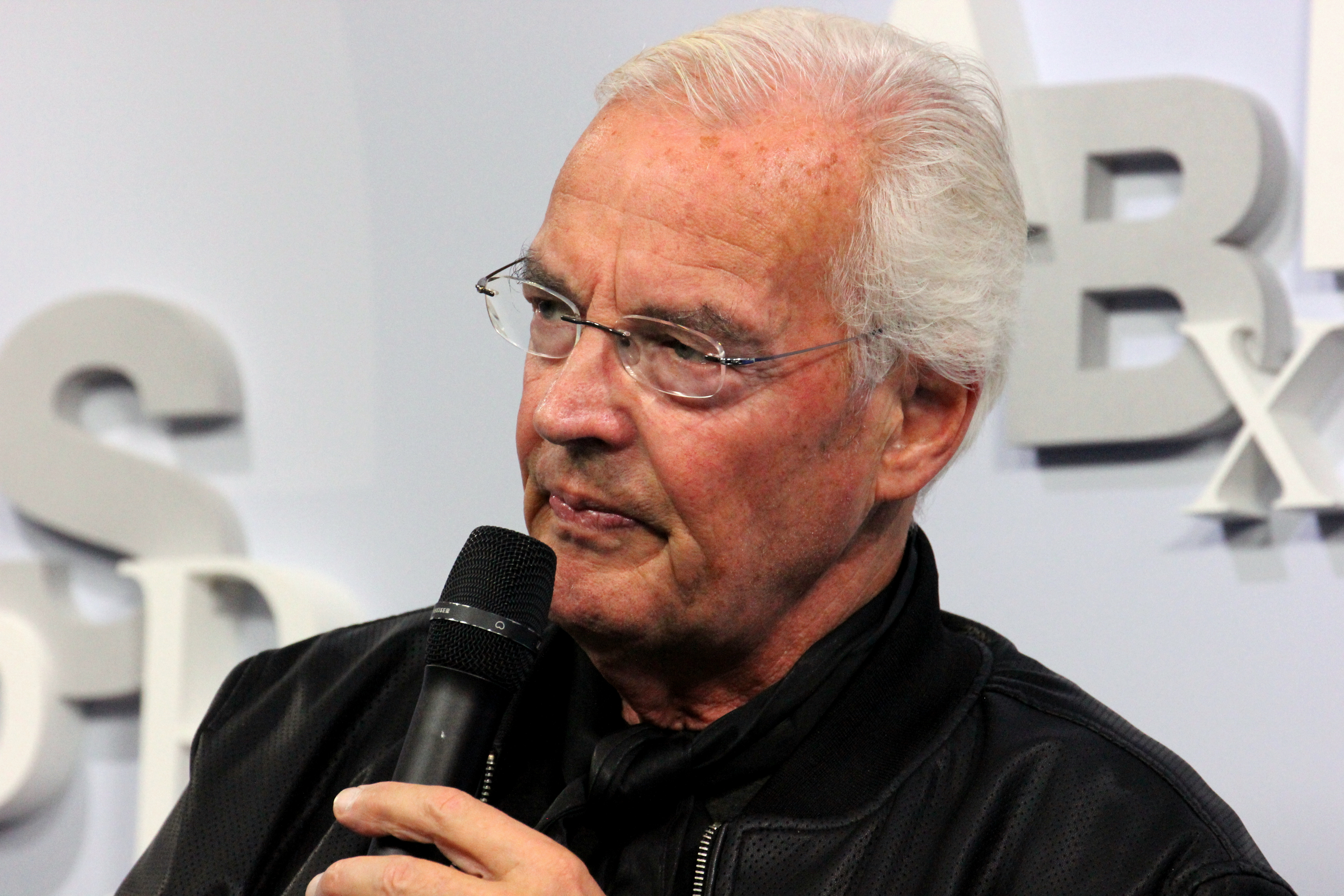
Bodo Kirchhoff auf der Frankfurter Buchmesse 2016

Bodo Kirchhoff (* 6. Juli 1948 in Hamburg) ist ein deutscher Schriftsteller und Drehbuchautor, der Erzählungen, Romane und Drehbücher veröffentlicht. Er lebt in Frankfurt am Main und am Gardasee in Italien.

## Leben

### Herkunft und Ausbildung
Bodo Kirchhoffs Mutter war die Schauspielerin und Romanautorin Evelyn Peters; sein Vater Heinz Joost besaß eine kleine Fabrik für medizinische Geräte. Er hat noch eine jüngere Schwester, Tina, geb. 1952. Er besuchte die Volksschule in Kirchzarten und nach der Trennung seiner Eltern ab 1959 die Evangelische Internatsschule am Bodensee. Dort schrieb er bereits Gedichte und kleine Stücke für die Schulbühne. 1968 legte er das Abitur ab, anschließend leistete er zwei Jahre Wehrdienst in Mengen.
Nach einem längeren USA-Aufenthalt studierte Kirchhoff von 1972 bis 1979 Pädagogik, Psychologie und Soziologie an der Universität Frankfurt mit Diplomabschluss 1975. Im Jahr 1978 promovierte er mit einer Arbeit über den französischen Psychoanalytiker Jacques Lacan (Vom Wider-Stand zur Wider-Rede) zum Dr. phil. Nach einer kurzen Tätigkeit als Heilpädagoge entschied er sich für die freie Schriftstellerei und erhielt auch seinen ersten Vertrag mit dem Suhrkamp Verlag.

### Privates Leben
Kirchhoff ist verheiratet und hat zwei Kinder. 1988 kam sein Sohn Claudius zur Welt, dem er sein Buch Der Sandmann widmete, 1993 wurde seine Tochter Sophia geboren. Gemeinsam mit seiner Ehefrau gibt er in seinem Haus in Torri del Benaco am Ostufer des Gardasees Kurse für kreatives Schreiben.

### Wirken als Autor
Kirchhoff hat seit 1979 zahlreiche Prosawerke, Texte, Bühnenarbeiten und Drehbücher vorgelegt. Sein literarisches Debüt war das Theaterstück Das Kind oder Die Vernichtung von Neuseeland, die Tragödie eines autistischen Jungen in den USA, sowie die Novelle Ohne Eifer, ohne Zorn, in der Liebe leidenschaftslos als triste Obsession geschildert wird. Seinen Durchbruch ins breite Publikum schaffte er 1990 mit dem Roman Infanta, der zum Bestseller wurde.
1994/95 war er Dozent der Frankfurter Poetik-Vorlesungen mit dem Thema Legenden um den eigenen Körper, der 2012 als Essay-Band neu aufgelegt wurde. Eine seiner Kernaussagen darin lautet: Schreiben ist Handwerk plus eigener Abgrund, das eine ohne das andere ist nichts. Der um den Ödipuskomplex kreisende Roman eines Sohnes erschien unter dem Titel Parlando 2001. Ein weiteres Hauptwerk erschien 2012 mit dem Roman Die Liebe in groben Zügen (2012), der Geschichte eines älteren Ehepaares, das sich noch einmal scheiternd auf die Suche nach der Liebe begibt. Kirchhoffs Novelle Widerfahrnis gewann den Deutschen Buchpreis 2016. In der Novelle löst sich der Protagonist aus seiner Melancholie.
2010 enthüllte Kirchhoff in einem Artikel im Spiegel, dass er als 12-jähriger Schüler vom Kantor seiner Evangelischen Internatsschule am Bodensee mehrfach sexuell missbraucht worden war. Dieses Thema greift er in seinem 2018 erschienenen, seiner Schwester gewidmeten, autobiografischen Roman Dämmer und Aufruhr. Roman der frühen Jahre erneut auf. Ohne sich selbst zu schonen, spürt der Autor auf 480 Seiten den Prägekräften seiner jugendlichen Erlebnisse nach. Dabei wird insbesondere und auf mehreren Erzählebenen die Beziehung zu seiner Mutter beleuchtet. Das Buch wurde im Feuilleton breit rezipiert. Julia Encke bemerkte in der Frankfurter Allgemeinen Zeitung, dass Kirchhoff „vorführt, was Literatur zu leisten vermag, wenn über #MeToo gesprochen wird“. Der eindrucksvolle Roman komme genau zum richtigen Zeitpunkt.
Nach eigener Aussage geht es Kirchhoff in seinem Werk „stets um eine Versöhnung von Sexualität und Sprache“.

## Auszeichnungen (Auswahl)
- 1984: Jahreskunstpreis des Frankfurter Vereins für Künstlerhilfe
- 1989: Villa-Massimo-Stipendium, Rom
- 1999: Bayerischer Filmpreis – Drehbuchpreis
- 2001: Rheingau Literatur Preis
- 2002: Deutscher Kritikerpreis
- 2002: Preis der LiteraTour Nord
- 2008: Carl-Zuckmayer-Medaille für Verdienste um die deutsche Sprache
- 2012: Vorschlagsliste Deutscher Buchpreis mit Die Liebe in groben Zügen
- 2016: Deutscher Buchpreis für Widerfahrnis
- 2018: Goetheplakette der Stadt Frankfurt am Main[8]

## Werke (Auswahl)
- Ohne Eifer, Ohne Zorn. Novelle. Suhrkamp, Frankfurt am Main 1979, ISBN 3-518-03430-8. Neuausgabe 2013, Frankfurter Verlagsanstalt, Frankfurt am Main ISBN 978-3-627-00193-3
- Das Kind oder Die Vernichtung von Neuseeland. Schauspiel. Suhrkamp, Frankfurt am Main 1978, DNB 790146029 Uraufführung Saarbrücken 1979
- Die Einsamkeit der Haut. Erzählung. Suhrkamp, Frankfurt am Main 1981, ISBN 3-518-03431-6
- Zwiefalten. Roman. Suhrkamp, Frankfurt am Main 1983, ISBN 3-518-04514-8
- Mexikanische Novelle. Suhrkamp, Frankfurt am Main 1984, ISBN 3-518-04697-7
- Infanta. Roman. Suhrkamp, Frankfurt am Main 1990, ISBN 3-518-40289-7. Neuaufl. Frankfurter Verlagsanstalt, Frankfurt am Main 2006, ISBN 978-3-627-00138-4
- Der Sandmann. Roman. Suhrkamp, Frankfurt am Main 1992, ISBN 3-518-40481-4
- Gegen die Laufrichtung. Novelle. Suhrkamp, Frankfurt am Main 1993, ISBN 3-518-40541-1. Neuaufl. Frankfurter Verlagsanstalt, Frankfurt am Main 2013, ISBN 978-3-627-00194-0
- Herrenmenschlichkeit. Notizen. Suhrkamp, Frankfurt am Main 1994, ISBN 978-3-518-40575-8
- Die Weihnachtsfrau. Frankfurter Verlagsanstalt, Frankfurt am Main 1997, ISBN 3-627-00059-5
- Manila. Filmbuch. Suhrkamp, Frankfurt am Main 2000, ISBN 978-3-518-39660-5
- Parlando. Roman. Frankfurter Verlagsanstalt, Frankfurt am Main 2001, ISBN 3-627-00084-6[9]
- Schundroman. Frankfurter Verlagsanstalt, Frankfurt 2002, ISBN 978-3-627-00095-0.
- Wo das Meer beginnt. Frankfurter Verlagsanstalt, Frankfurt am Main 2004, ISBN 3-627-00115-X
- Die kleine Garbo. Frankfurter Verlagsanstalt, Frankfurt am Main 2006, ISBN 3-627-00130-3
- Der Prinzipal. Frankfurter Verlagsanstalt, Frankfurt am Main 2007, ISBN 978-3-627-00139-1
- Eros und Asche. Ein Freundschaftsroman. Frankfurter Verlagsanstalt, Frankfurt am Main 2007, ISBN 978-3-627-00143-8
- Erinnerungen an meinen Porsche. Roman. Hoffmann und Campe 2009, ISBN 978-3-455-40184-4
- Die Liebe in groben Zügen. Roman. Frankfurter Verlagsanstalt, Frankfurt am Main 2012, ISBN 978-3-627-00183-4
- Verlangen und Melancholie. Roman. Frankfurter Verlagsanstalt, Frankfurt am Main 2014, ISBN 978-3-627-00209-1
- Widerfahrnis. Novelle. Frankfurter Verlagsanstalt, Frankfurt am Main 2016, ISBN 978-3-627-00228-2
- Betreff: Einladung zu einer Kreuzfahrt. Roman. Frankfurter Verlagsanstalt, Frankfurt am Main 2017, ISBN 978-3-627-00241-1
- Dämmer und Aufruhr. Roman der frühen Jahre. Frankfurter Verlagsanstalt, Frankfurt am Main 2018, ISBN 978-3-627-00253-4[10][11]
- Bericht zur Lage des Glücks. Roman. Frankfurter Verlagsanstalt, Frankfurt am Main 2021, ISBN 978-3-627-00288-6
- Seit er sein Leben mit einem Tier teilt. Roman. dtv, München 2024, ISBN 978-3-423-28357-1.

## Drehbücher (Auswahl)
- 1997: Tatort: Alptraum, Regie: Bodo Fürneisen
- 2000: Tatort: Nach eigenen Gesetzen, Regie: Josef Rödl
- 2002: Mein letzter Film, Regie: Oliver Hirschbiegel
- 2004: Die Konferenz, Regie: Niki Stein